# Biblioteca Pere Anguera
La Biblioteca Pere Anguera és un biblioteca de la ciutat de Reus inaugurada el 18 de novembre de l'any 2015. Forma part del Sistema de Lectura Pública de Catalunya i desenvolupa les funcions de biblioteca central urbana amb la Biblioteca Central Xavier Amorós (Reus), com a biblioteca local de proximitat.
Tot i que s'inaugurà el 18 de novembre de l'any 2015 (dia de l'aniversari de Pere Anguera a qui se li va dedicar), no va ser fins al 17 de desembre de 2016 que es culminà la segona fase de l'obertura de la Biblioteca Pere Anguera amb l'entrada en servei de la sala general de la primera planta amb una inauguració presidida per l'alcalde Carles Pellicer i pel conseller de Cultura Ferran Mascarell. Les obres van començar l'any 2009, però van patir diversos retards per la fallida de la constructora, i en total al projecte s'hi invertiren poc més de tres milions d'euros. Se li donà el nom de l'historiador reusenc Pere Anguera. Part de la documentació de Pere Anguera es disposà per a ser preservada en aquesta biblioteca, així com al Centre de Lectura i a l'Arxiu Municipal de Reus, Fons històric que conté documentació especialment del segle xix, època contemporània i del Carlisme, especialitats del doctor Anguera. tot i que la part d'arxiu situada a la segona planta no s'inauguraria fins al 7 de gener de 2017.
L'edifici de la biblioteca té una superfície de 1500 metres quadrats i una capacitat per a 35.000 documents, 100 títols de diaris i revistes i 180 punts de lectura. La construcció és obra de l'arquitecte Joan Tous, i està situada prop del Mas d'Iglésies. La construcció és una col·laboració amb els Serveis Tècnics Municipals d'Arquitectura i el Servei de Biblioteques de la Generalitat de Catalunya. En desacataria el contrast entre la visió exterior gris i massissa de l'edifici i l'amplitud, la lluminositat i la calidesa dels espais interiors i sobretot el gran finestral de la primera planta des d'on es pot "admirar una insòlita visió de la ciutat". L'any 2017, a la Mostra d'Arquitectura de Tarragona, Biennal Alejandro de la Sota, convocada pel Col·legi d'Arquitectes de Catalunya a la demarcació de Tarragona, la Biblioteca Pere Anguera fou finalista en la modalitat de nova planta d'ús públic.
L'arquitecte municipal va ser Gabriel Bosques. L'edifici, situat al carrer de Joan Salvat-Papasseit, tot i la seva petita dimensió, es vincula amb l'entramat urbà. La planta baixa s'integra a la geometria triangular del terreny amb un gran sòcol, i la planta superior és un cos de formigó a doble altura d'aspecte massís. A l'interior els espais funcionals es relacionen tant horitzontalment com verticalment, i el color predominant a l'interior és el blanc.

## El fons
Pere Anguera, historiador de prestigi que es va dedicar a l'estudi del primer carlisme català, la història de Reus i el moviment catalanista durant el segle xix, va donar a la ciutat, a més de les seves pròpies obres, bona part del llibres i revistes que va utilitzar pels seus estudis, i els que havia rebut d'altres historiadors. Són gairebé 15.000 volums, repartits entre una sala dedicada al seu fons i els magatzems, organitzats segons les temàtiques que ell ja havia decidit: Biografies, història general, revistes, història local, història d'Espanya del segle xix i història d'Espanya del segle xx.